# Isdromas yuendumui
Isdromas yuendumui là một loài tò vò trong họ Ichneumonidae.